# Administrativní dělení Slovenska
Administrativní dělení Slovenska se v průběhu dějin často měnilo.

## Současné administrativní dělení

### Územní dělení
- 8 krajů:
  - Bratislavský
  - Trnavský
  - Nitranský (Nitriansky)
  - Trenčínský (Trenčiansky)
  - Žilinský
  - Banskobystrický
  - Prešovský
  - Košický

- 79 okresů:

Banská Bystrica, Banská Štiavnica, Bardejov, Bánovce nad Bebravou, Brezno, Bratislava I, Bratislava II, Bratislava III, Bratislava IV, Bratislava V, Bytča, Čadca, Detva, Dolný Kubín, Dunajská Streda, Galanta, Gelnica, Hlohovec, Humenné, Ilava, Kežmarok, Komárno, Košice I, Košice II, Košice III, Košice IV, Košice-okolí (Košice-okolie), Krupina, Kysucké Nové Mesto, Levice, Levoča, Liptovský Mikuláš, Lučenec, Malacky, Martin, Medzilaborce, Michalovce, Myjava, Námestovo, Nitra, Nové Mesto nad Váhom, Nové Zámky, Partizánske, Pezinok, Piešťany, Poltár, Poprad, Považská Bystrica, Prešov, Prievidza, Púchov, Revúca, Rimavská Sobota, Rožňava, Ružomberok, Sabinov, Senec, Senica, Skalica, Snina, Sobrance, Spišská Nová Ves, Stará Ľubovňa, Stropkov, Svidník, Šaľa, Topoľčany, Trebišov, Trenčín, Trnava, Turčianske Teplice, Tvrdošín, Veľký Krtíš, Vranov nad Topľou, Zlaté Moravce, Zvolen, Žarnovica, Žiar nad Hronom, Žilina
- 138 měst a 2883 obcí.

### Státní správa (pod úrovní ministerstev a jiných státních orgánů)
- 8 krajských úřadů pro jednotlivé výše uvedené kraje
- okresní úřady pro skupiny výše uvedených okresů

### Územní samospráva
- 8 samosprávných krajů (vyšších územních celků) územně identických s výše uvedenými kraji
- 138 měst a 2883 obcí.

## Administrativní dělení v minulosti
- do roku 1918: Historické župy na Slovensku, Komitát, Stolica, Župa
- 1918–1928: Župy v Česko-Slovensku (1918–1928)
- 1928–1938: Krajinské zřízení 1928–1938 a 1945–1948
- 1939–1945: Župy v době Slovenské republiky (1939–1945)
- 1949–1960: Krajské zřízení (1949–1960)
- 1960–1990: Krajské zřízení (1960–1990)
- 1990–1996: Administrativní dělení Slovenska v letech 1990–1996